# 中原官話
中原官話（ちゅうげんかんわ）は、中国語官話方言（北方方言）の一つ。河南省、陝西省関中、山東省南部を中心に江蘇省、安徽省、山東省、河北省、河南省、山西省、陝西省、甘粛省、青海省、寧夏回族自治区、新疆ウイグル自治区の390県市で使用されている。

## 下部区分
下部に鄭開片、洛嵩片、南魯片、漯項片、商阜片、信蚌片、兗菏片、徐淮片、汾河片、関中片、秦隴片、隴中片、河州片、南疆片の14片に区分される。

## 参考項目
- 中国語
- 官話
- 北京語・北京官話